# Episus
Episus är ett släkte av skalbaggar. Episus ingår i familjen Brachyceridae.

## Dottertaxa tillEpisus, i alfabetisk ordning[1]
- Episus aculeatus
- Episus albulus
- Episus angulicollis
- Episus angusticollis
- Episus bohemani
- Episus brevicollis
- Episus cognatus
- Episus contractus
- Episus cristatus
- Episus cyathiformis
- Episus dentatus
- Episus devylderi
- Episus dohrni
- Episus dorsalis
- Episus dregei
- Episus dubius
- Episus echinatus
- Episus elongatus
- Episus fahraei
- Episus fictus
- Episus flexuosus
- Episus ganglionicus
- Episus gibbosus
- Episus gravidus
- Episus hieroglyphicus
- Episus hopei
- Episus hypocrita
- Episus impressicollis
- Episus inermicollis
- Episus interruptus
- Episus krebsi
- Episus mendosus
- Episus muricatus
- Episus nigrovittatus
- Episus nodicollis
- Episus oberthueri
- Episus obliquus
- Episus opalinus
- Episus ovatulus
- Episus parallelus
- Episus paucidentatus
- Episus peringueyi
- Episus punctatus
- Episus quadrulifer
- Episus robustus
- Episus roelofsi
- Episus rostratus
- Episus rotundicollis
- Episus simulator
- Episus spinosus
- Episus sputatilius
- Episus stricticollis
- Episus t-album
- Episus tenuis
- Episus thunbergii
- Episus truncatus
- Episus tuberosus
- Episus westermanni